# Basilique Saint-Saturnin de Cagliari
La basilique Saint-Saturnin, (italien : basilica di San Saturnino ; sarde : basìlica de Santu Sadurru) est une basilique mineure située à Cagliari, la capitale de la province italienne de la Sardaigne.

## Histoire
L'église est mentionnée pour la première fois au début du VIe siècle, elle a été édifiée à l'emplacement de la sépulture de Saturnin de Cagliari, un martyr mort en 304.
En 1089, le Guidice de Cagliari, confie le sanctuaire aux bénédictins de l'abbaye Saint-Victor de Marseille. À cette occasion, il est restauré dans le style roman. La nouvelle basilique est consacrée en 1119.
Pendant le siège aragonais de 1324, le monastère est endommagé. En 1363, le roi Pierre IV d'Aragon donne le site aux chevaliers de l'Ordre de Saint-Georges d'Alfama. Dans les siècles suivants, le sanctuaire tombe à l'abandon.
En 1614, le sanctuaire est excavé pour retrouver les reliques des premiers martyrs de Cagliari, qui sont ensuite amenés dans la cathédrale.
En 1714, l'église est dédiée aux saints Côme et Damien. En 1943, elle est endommagée par les bombardements alliés, puis restaurée entre 1978 et 1996. Elle est à nouveau consacrée en 2004.

## Description
L'église est située dans un espace emmuré qui inclut une nécropole paléochrétienne. Aujourd'hui, il ne reste qu'une partie de la basilique originelle qui avait un plan en croix grecque et un dôme semi-sphérique. Les bâtiments restants sont un espace couvert d'un dôme et la partie orientale avec une nef et deux ailes qui se terminent par une abside semi-circulaire.

## Source
- (en) Cet article est partiellement ou en totalité issu de l’article de Wikipédia en anglais intitulé « Basilica of San Saturnino » (voir la liste des auteurs).